# TeaShark
TeaShark es un navegador web para dispositivos y teléfonos móviles con Java MIDP 2.0. Éste navegador funciona a través de los servidores Teashark que reformatean los sitios web y los lanza adaptados para el teléfono, al igual que el Opera Mini. Dicha "transcodificación" es no necesariamente más rápida o directa como la que poseen la mayor parte de los teléfonos con navegador Opera Mobile, pero lo hace particularmente cuando se utilizan en la transferencia de datos Wi-Fi, UMTS HSDPA. Soporta Javascript, aunque no algún tipo de acciones interactivas como lo son menús popup o contadores de tiempo. Cuenta con un historial en forma de vistas previas, mostrando las últimas 4 páginas visitadas, una lista de todas las páginas visitadas como en los navegadores de escritorio y una capacidad agradable. También utiliza un agente de usuario AppleWebkit/Linux que permite a sitios web grandes dividirse en varias páginas de determinado tamaño, al igual que en otros navegadores móviles.